# Unchained Melody (Iva Zanicchi)
Unchained Melody pubblicato nel novembre del 1968 è il terzo album della cantante italiana Iva Zanicchi.
(Iva Zanicchi, Vivrò)

## Il disco
Questo album vuole rappresentare il ritorno alle origini di Iva Zanicchi. Dopo la prima vittoria al Festival di Sanremo nel 1967 e il ritorno, proprio quell’anno, alla manifestazione canora con il brano Per vivere, scritto appositamente per lei da Umberto Bindi, ma che non troverà posto all’interno di questo nuovo long-playing, il disco, negli intenti di Iva Zanicchi  e dell’etichetta discografica Ri-Fi, vuole essere una sorta di concept-album.
Il titolo, Unchained Melody, melodia libera (cioè senza catene), vuole essere, infatti, non soltanto un riferimento al titolo di uno dei brani di questo LP (cover in italiano di Unchained Melody  di Alex North, la cui versione più famosa però è senz'altro quella incisa nel 1965 dai Righteous Brothers) quanto riguardare una situazione psicologica e artistica di Iva Zanicchi, che sta alla base di questa sua nuova fatica discografica. Senza catene, perché nella scelta dei brani l’artista non è stata condizionata da gare, da festival o da altre esigenze spesso definite commerciali, ma soprattutto perché qui Iva è libera di abbandonarsi al proprio gusto e al proprio temperamento (quello di Credi o di Come ti vorrei, per esempio)
Che la Ri-Fi puntasse molto su questo disco lo dimostra il fatto che venne ristampato a breve tempo dalla prima uscita, con identici numeri di catalogo e di matrici e stessa immagine di copertina ma con il titolo più internazionale di Recorded by.
È stato ristampato su CD nel 2000 da Azzurra Music.
L'album è presente sulle piattaforme digitali e sui servizi di streaming.

## I brani
È il terzo album 'raccolta' di brani, la maggior parte dei quali già editi su 45 giri. Ben sette delle dodici canzoni contenute al suo interno sono cover in italiano di brani importanti del repertorio classico della musica leggera soprattutto americana: insieme con Unchained Melody, compaiono l’inedito Dimentica (cover di Forgive This Fool cantata da Ben E. King), Dolcemente (cover di Love me Tender di Elvis Presley), Estasi d’amore (cover di My Foolish heart composta da Victor Young), Vivrò (cover della celebre My prayer dei Platters), Diverso dagli altri (cover di Storybook Children cantata da Billy Vera) e La felicità (cover di La felicidad cantata da Palito Ortega).
Completano l’album altri due inediti: Chi come me , scritta da Plinio Maggi e Iva, un brano a lei dedicato, con l’arrangiamento di Augusto Martelli.
Il risultato finale piacque ai discografici della Ri-Fi:

## Tracce
1. Senza catene (Unchained melody)* - (Mario Panzeri - Nomen-North)
2. Dimentica (Forgive This Fool)** - (Mogol - Garvin - Current - Davis)
3. Chi come me*** - (Plinio Maggi)
4. Dolcemente (Love me Tender)**** - (Elvis Presley - U. Matson - Mario Panzeri)
5. Estasi d'amore (My Foolish heart)*** - (Nisa - N. Washington)
6. Amore amor*** - (Paolo Ferrara)
7. Vivrò (My prayer)*** - (Umberto Bertini - Boulanger)
8. Diverso dagli altri (Storybook Children)*** - (Luciano Beretta - C. Taylor - B Vera)
9. Sleeping* - (Vito Pallavicini - Paolo Conte)
10. Iva**** - (Alberto Testa - G. B. Martelli - Augusto Martelli)
11. Anche così****** - (Paolo Ferrara)
12. La felicità* - (Pippo Franco - P. Ortega)

## Arrangiamenti
- *Ezio Leoni
- **Alberto Baldan
- ***Vince Tempera
- ****Gianfranco Intra
- *****Augusto Martelli
- ******Angel "Pocho" Gatti

## Stampe estere
| Anno di pubblicazione | Paese     | Titolo  | Etichetta          | Note                                |
| --------------------- | --------- | ------- | ------------------ | ----------------------------------- |
| 1969                  | Argentina | Zingara | PHILIPS - 82220 PL | Aggiunti i brani Zingara e Io sogno |